# ヘスス・マヌエル・ロハス
ヘスス・マヌエル・ロハス・ディアス（Jesus Manuel Rojas Diaz、1986年12月26日 - ）は、プエルトリコのプロボクサー。カグアス出身。元WBA世界フェザー級レギュラー王者。

## 来歴
2012年6月9日、ネバダ州ラスベガスのMGMグランド・ガーデン・アリーナでWBO世界バンタム級王者ホルヘ・アルセと対戦する予定だったが、WBOがロハスがランカー入りしたがそれを認めずスーパーバンタム級契約でのノンタイトル戦に変更して行われた。ローブローでアルセが倒れ込んだのと同時に勢い余ってロハスのパンチがアルセの耳に当たり、休息が与えられるも回復せず、2回9秒無判定試合に終わった。 
2016年9月14日、ゴールデンボーイ・プロモーションズと契約した。
2017年9月15日、ネバダ州ラスベガスのMGMグランド内マーキー・ボール・ルームでWBA世界フェザー級暫定王者のクラウディオ・マレロと対戦し、7回2分59秒KO勝ちを収め王座を獲得した。
2018年2月8日、カグアスでベルトが授与された。
2018年8月18日、ハリウッドのジ・アバロンでジョセフ・ディアスと対戦し、初防衛を目指す予定だったが、前日計量でディアスがフェザー級の規定体重である126ポンドを0.6ポンド超過の126.6ポンドを計測し体重超過で失格となったため、試合はWBAのルールに従い体重超過を犯したディアスに負けてもロハスは王座を失わず保持し、ディアスが勝っても王座獲得出来ないという条件で行われ、ロハスが12回判定負けを喫するが王座を失わずに保持したままとなった。この試合でロハスは6万ドル（約680万円）、ディアスは5万ドル（約580万円）のファイトマネーを稼いだが、ディアスはファイトマネーの20％（1万ドル）を体重超過の罰金として支払った。
2019年1月26日、テキサス州・ヒューストンのトヨタ・センターにてハイメ・ムンギアVS井上岳志の前座で徐燦と対戦し、12回3-0(112-116、111-117、110-118)の判定負けを喫し初防衛に失敗、王座から陥落した。

## 獲得タイトル
- WBAフェデセントロスーパーバンタム級王座
- NABA北米フェザー級王座
- WBAフェデカリブフェザー級王座
- WBA世界フェザー級暫定王座（防衛0=レギュラー王座に認定）
- WBA世界フェザー級レギュラー王座(防衛0)